# 紀の川市立調月小学校
紀の川市立調月小学校（きのかわしりつ つかつきしょうがっこう）は、和歌山県紀の川市桃山町調月にある公立小学校。

## 沿革
- 1876年（明治9年）4月 - 那賀郡調月村に位置する大歳神社の神宮寺に、調月小学校として開校。
- 1892年（明治25年） - 神宮寺から西隣の地に新設移転。
- 1896年（明治29年）3月 - 調月尋常高等小学校に改称。
- 1941年（昭和16年）4月 - 国民学校令により、調月国民学校と改称。
- 1947年（昭和22年）4月 - 学制改革により、調月村立調月小学校と改称。
- 1956年（昭和31年）8月1日 - 調月村が周辺1町1村と合併し桃山町が発足したのに伴い、桃山町立調月小学校と改称。
- 1982年（昭和57年）4月 - 校舎を新築。
- 2005年（平成17年）11月7日 - 那賀郡5町合併による紀の川市発足に伴い、紀の川市立調月小学校と改称。

## 通学区域
- 紀の川市
  - 桃山町調月（一部を除く）

卒業生は基本的に紀の川市立荒川中学校に進学する。

## 周辺
- JA和歌山県農
  - 和歌山ノーキョー食品工業桃山工場 - ジョインジュースなどを製造。
- 調月簡易郵便局
- 貴志川
  - 柘榴川
- 国道424号

## 交通
- 紀の川コミュニティバス 調月小学校前にて下車

## 通学区域が隣接している学校
- 紀の川市立安楽川小学校
- 紀の川市立東貴志小学校
- 紀の川市立中貴志小学校
- 紀の川市立丸栖小学校
- 岩出市立岩出小学校